# Achab (rivista)
(Nando Vitali)
Achab, è una rivista letteraria illustrata semestrale (Ad est dell'equatore ed.) fondata e diretta dallo scrittore e critico Nando Vitali. Nasce a Napoli nel 2013, dall'incontro di artisti, critici, scrittori, poeti e giornalisti italiani e internazionali con l'idea di un progetto corale.  La redazione è formata da: Giuliana Vitali (caporedattrice); Athos Zontini (narrazioni), Andrea Di Consoli, Andrea Carraro, Emilia Santoro, Alexandro Sabetti. 
Comprende diverse sezioni: "L'editoriale" a cura di Nando Vitali; "Terra in vista" (saggi critici); "L'inchiesta"; "Narrazioni"; "La città di k" (Poesia); "Graphic novel". Ogni numero si arricchisce di ulteriori sezioni come Musica, Teatro, Cinema, Fotografia, Illustrazione.
Dal primo al quinto numero, la rivista si è avvalsa della collaborazione di una redazione romana a cura di Andrea Caterini, Paolo Del Colle, Salvatore Santorelli, Arnaldo Colasanti) e di una redazione milanese a cura di Sara Calderoni (Fabrizio Elefante, Giuseppe Munforte, Franz Krauspenhaar, Cristina Mesturini). La direzione artistica a cura di Maria Rosaria Vado fino a giugno 2021. 

## Pubblicazioni
- Achab, scritture solide in transito (volume 1, La critica letteraria, ed. Compagnia dei Trovatori, 2013)
- Achab, scritture solide in transito (volume 2, I cento anni di Albert Camus, ed. Compagnia dei Trovatori, 2013)
- Achab, scritture solide in transito (volume 3, Il sacro, ed. Compagnia dei Trovatori, 2014)
- Achab, scritture solide in transito (volume 4, La patria, il viaggio di Enea, ed. Compagnia dei Trovatori, 2014)
- I quaderni di Achab (le città nascoste: Roma, ed. Compagnia dei Trovatori, 2015)
- Achab, scritture solide in transito (volume 5, Il bene, dai conversari di Achab, ed. Marco Saya, 2015)
- Achab, scritture solide in transito (volume 6, Nuovi media. Miti e scritture al tempo di Internet, dai Conversari di Achab, ed. Marco Saya, 2016)
- Achab, scritture solide in transito (volume 7, Il racconto del Sud, dai Conversari di Achab, ed. Ad est dell'equatore, 2017)
- Achab, scritture solide in transito (volume 8, Il racconto del Sud - seconda parte -, dai Conversari di Achab, ed. Ad est dell'equatore, 2017)
- Achab, scritture solide in transito (volume 9, Il racconto del Sud - terza parte (La favola) -, dai Conversari di Achab, ed. Ad est dell'equatore, 2018)
- Achab, scritture solide in transito (volume 10, Il Romanzo, dai Conversari di Achab, ed. Ad est dell'equatore, 2019)
- Achab, scritture solide in transito (volume 11, La musica, dai Conversari di Achab, ed. Ad est dell'equatore, 2021)
- Achab, scritture solide in transito (volume 12, Pier Paolo Pasolini, ed. Ad est dell'equatore, Marzo 2022), con i contributi di Erri De Luca e Ascanio Celestini
- Achab, scritture solide in transito (volume 13, Gli occhi di Argo. Sul carcere, ed. Kulturjam, in uscita febbraio 2024), con i contributi di Erri De Luca e un inedito di Charles Simić